# Asociación de fútbol de Rancagua
La Asociación Regional de fútbol de Rancagua fue fundada el 13 de marzo de 1977 que corresponde a la (ARFA) y también abreviada como ARFA SEXTA y está encargado de la organización de campeonatos del fútbol amateur de la misma región.

## Historia
La Asociación Regional de Fútbol Amateur de la Región de O’Higgins tiene como misión fundamental Fomentar, Reglamentar, Administrar y dirigir la práctica del Fútbol Amateur en forma sistemática y ordenada.
También forma parte de sus funciones prioritarias; la promoción, la formación y organización de Clubes y Asociaciones.
Contribuye al bienestar de sus cultores, tanto jugadores como dirigentes, y de propiciar toda actividad de naturaleza social, cultural o económica.
Promueve también la función deportiva-dirigencia, generando permanentemente recursos humanos tanto en el ámbito deportivo como administrativo.
Establece convenios y alianzas estratégicas con entidades públicas y/o privadas, con el propósito de alcanzar sus objetivos
Fortalece preferentemente la práctica formativa de la disciplina del Fútbol, especialmente en los menores de edad, no renunciando jamás a la formación de buenas personas. 
Cautelá que todos quienes practiquen el Fútbol Federado en nuestra Región se encuentren registrados correcta y reglamentariamente en los archivos computacionales o base de datos.
Jurídicamente, es una corporación de derecho privado, distinta e independiente de los clubes que la integran, y forma parte de la Asociación Nacional de fútbol Amateur (ANFA). Además se realizan campeonatos juveniles sub-9-10-11-12 y también se ha implementado el fútbol femenino.
Actualmente esta asociación cuenta con 29 asociaciones locales, con 319 equipos afiliados y un total de 50.000 jugadores inscritos.

## Directiva
- Presidente: Juan Patricio Puentes González
- Vicepresidente: Camilo Celís
- Secretario General: Pamela Jiménez
- Tesorero: Juan Rojas Faúndez
- Director: Misael González Tarifeño

## Asociaciones Locales
| - Asociación Chépica (13 clubes) - Asociación Chimbarongo (10 clubes) - Asociación Coínco (10 clubes) - Asociación Coltauco (19 clubes) - Asociación Doñihue (16 clubes) - Asociación La Punta (9 clubes) - Asociación Las Cabras (12 clubes) - Asociación Litueche (selección comunal) - Asociación Lo Miranda (selección comunal) - Asociación Machalí (13 clubes) - Asociación Malloa (18 clubes) - Asociación Nancagua (8 clubes) - Asociación Peralillo Sur (8 clubes) - Asociación Peumo (15 clubes) | - Asociación Pichidegua (14 clubes) - Asociación Pichilemu (12 clubes) - Asociación Placilla (10 clubes) - Asociación Quinta de Tilcoco (9 clubes) - Asociación Rancagua (16 clubes) - Asociación Rengo (9 clubes) - Asociación Requínoa (7 clubes) - Asociación Rural de Rosario (13 clubes) - Asociación San Fernando (13 clubes) - Asociación San Francisco de Mostazal (12 clubes) - Asociación San Vicente de Tagua-Tagua (17 clubes) - Asociación Santa Cruz (14 clubes) - Asociación Unión Esperanza (12 clubes) - Asociación Vecinal de Rengo (15 clubes) |